# Annette de la Renta
Anne France Mannheimer, plus connue sous le nom de Annette de la Renta, parfois Annette Reed, née le 24 décembre 1939 à Nice, est une philanthrope américaine et socialite, veuve du styliste Oscar de la Renta.  
Elle a été nommée à la International Best Dressed Hall of Fame List en 1973.

## Biographie

### Jeunesse
Anne Mannheimer, surnommée Annette, est fille unique de Fritz Mannheimer, un banquier allemand d'origine juive et de Mary Jane Reiss (connue sous le nom de Jane Engelhard) une philanthrope américaine. Son père est mort avant qu'elle naisse.  
Son grand-père maternel, Hugo Reiss était un homme d'affaires allemand, travaillant au consulat brésilien à Shanghai en Chine et sa grand-mère maternelle, Mary Ignatus Murphy, était une descendante irlandaise d'une famille catholique, originaire de San Francisco.
Elle se remarie en 1989, avec Oscar de la Renta.